# Elder Bluff
Das Elder Bluff ist ein markantes und hauptsächlich unvereistes Felsenkliff an der Black-Küste im Osten des Palmerlands auf der Antarktischen Halbinsel. Es bildet einen Teil der Nordseite der Eielson-Halbinsel und überragt das Smith Inlet.
Das Advisory Committee on Antarctic Names benannte das Kliff 1976 nach Robert Bruce Elder (* 1929), Leiter der ozeanographischen Einheit der United States Coast Guard bei der ersten der International Weddell Sea Oceanographic Expeditions an Bord des Eisbrechers USS Glacier im Jahr 1968. 